# 2008年夏季奧林匹克運動會女子4×100米混合泳接力比賽
2008年夏季奧林匹克運動會的游泳比賽－女子4 × 100米混合泳接力於8月15日至8月17日在北京國家游泳中心進行。女子4 × 100米混合泳接力共有十六支隊伍爭奪金牌，包括2007年世界游泳錦標賽最佳成績首十二名及獲出線資格的國家之外資格賽階段最佳成績的國家。

## 獎牌榜
| 獎牌 | 運動員 | 成績         |
| 金牌 | （AUS） · 埃米莉·西博姆 · 杰茜卡· · 莉斯贝丝·崔克特 · 塔妮·怀特（預賽） · 费莉西蒂·加尔韦斯（預賽） · 谢恩·里斯（預賽）                                    | 3:52.69 (WR) |
| 銀牌 | 美国（USA） · 纳塔莉·考格琳 · 丽贝卡·宋妮 · 克里斯蒂娜·麥格納遜 · 达拉· · 玛格丽特·侯瑟（預賽） · 梅甘·詹德里克（預賽） · 伊莱恩·布里登（預賽） · 卡拉·琳恩·乔伊斯（預賽） | 3:53.30 (AM) |
| 銅牌 | 中国（CHN） · 赵菁 · 庞佳颖 · 周雅菲 · 孙晔 · 徐田龙子（預賽）                                                                                       | 3:56.11 (AS) |

## 紀錄
以下是截止比賽進行前仍然保持的世界紀錄及奧運紀錄：
| 紀錄     | 運動員                                                                                            | 國家或地區 | 成績      | 地點       | 日期          |
| -------- | ------------------------------------------------------------------------------------------------- | ---------- | --------- | ---------- | ------------- |
| 世界紀錄 | 埃米莉·西博姆（1:00.79秒） 莱塞尔·琼斯（1:04.94秒） 杰茜卡·席佩尔（57.18秒） 莉比·伦顿（52.83秒） |            | 3:55.74秒 | 澳洲墨爾本 | 2007年3月21日 |
| 奧運紀錄 | 贾恩·鲁尼（1:01.18秒） 莱塞尔·琼斯（1:06.50秒） 彼得里娅·托马斯（56.67秒） 乔迪·亨利（52.97秒）   |            | 3:57.32秒 | 希臘雅典   | 2004年8月21日 |

## 參賽隊伍
| #  | 出線國家 | 參賽資格                             | 參賽資格                             |
| -- | -------- | ------------------------------------ | ------------------------------------ |
| 1  | 美国     | 2007年世界游泳錦標賽最佳成績首十二名 | 2007年世界游泳錦標賽最佳成績首十二名 |
| 2  |          | 2007年世界游泳錦標賽最佳成績首十二名 | 2007年世界游泳錦標賽最佳成績首十二名 |
| 3  | 日本     | 2007年世界游泳錦標賽最佳成績首十二名 | 2007年世界游泳錦標賽最佳成績首十二名 |
| 4  | 中国     | 2007年世界游泳錦標賽最佳成績首十二名 | 2007年世界游泳錦標賽最佳成績首十二名 |
| 5  | 德国     | 2007年世界游泳錦標賽最佳成績首十二名 | 2007年世界游泳錦標賽最佳成績首十二名 |
| 6  | 瑞典     | 2007年世界游泳錦標賽最佳成績首十二名 | 2007年世界游泳錦標賽最佳成績首十二名 |
| 7  | 俄罗斯   | 2007年世界游泳錦標賽最佳成績首十二名 | 2007年世界游泳錦標賽最佳成績首十二名 |
| 8  | 英国     | 2007年世界游泳錦標賽最佳成績首十二名 | 2007年世界游泳錦標賽最佳成績首十二名 |
| 9  | 法国     | 2007年世界游泳錦標賽最佳成績首十二名 | 2007年世界游泳錦標賽最佳成績首十二名 |
| 10 | 意大利   | 2007年世界游泳錦標賽最佳成績首十二名 | 2007年世界游泳錦標賽最佳成績首十二名 |
| 11 | 加拿大   | 2007年世界游泳錦標賽最佳成績首十二名 | 2007年世界游泳錦標賽最佳成績首十二名 |
| 12 | 乌克兰   | 2007年世界游泳錦標賽最佳成績首十二名 | 2007年世界游泳錦標賽最佳成績首十二名 |
| 13 | 南非     | 4:03.62秒                            | 資格賽階段最佳成績的國家             |
| 14 | 荷兰     | 4:04.41秒                            | 資格賽階段最佳成績的國家             |
| 15 | 巴西     | 4:04.88秒                            | 資格賽階段最佳成績的國家             |
| 16 | 西班牙   | 4:05.98秒                            | 資格賽階段最佳成績的國家             |